# جغرافیای قزاقستان

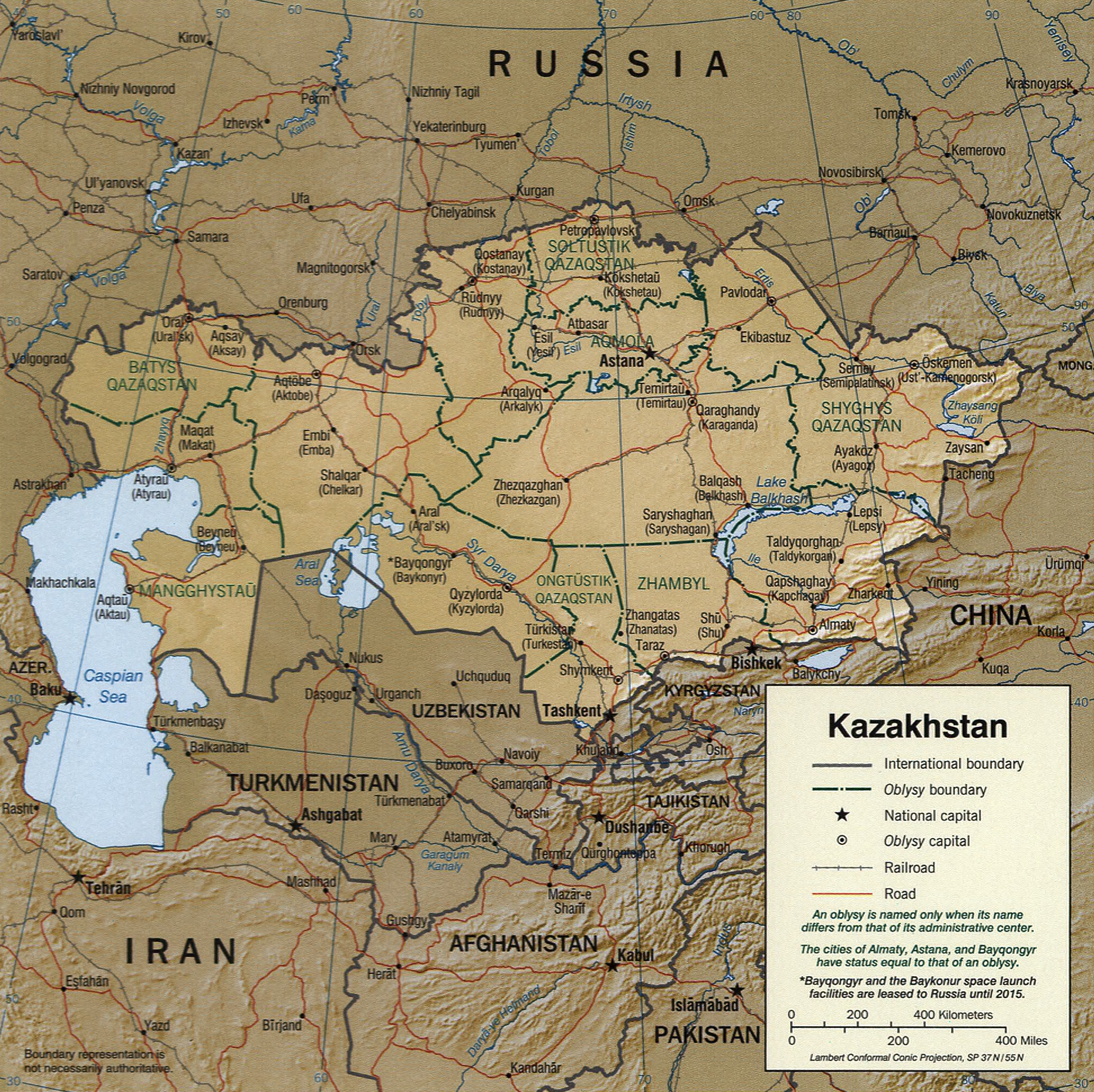
نقشهٔ قزاقستان در میان همسایگانش.

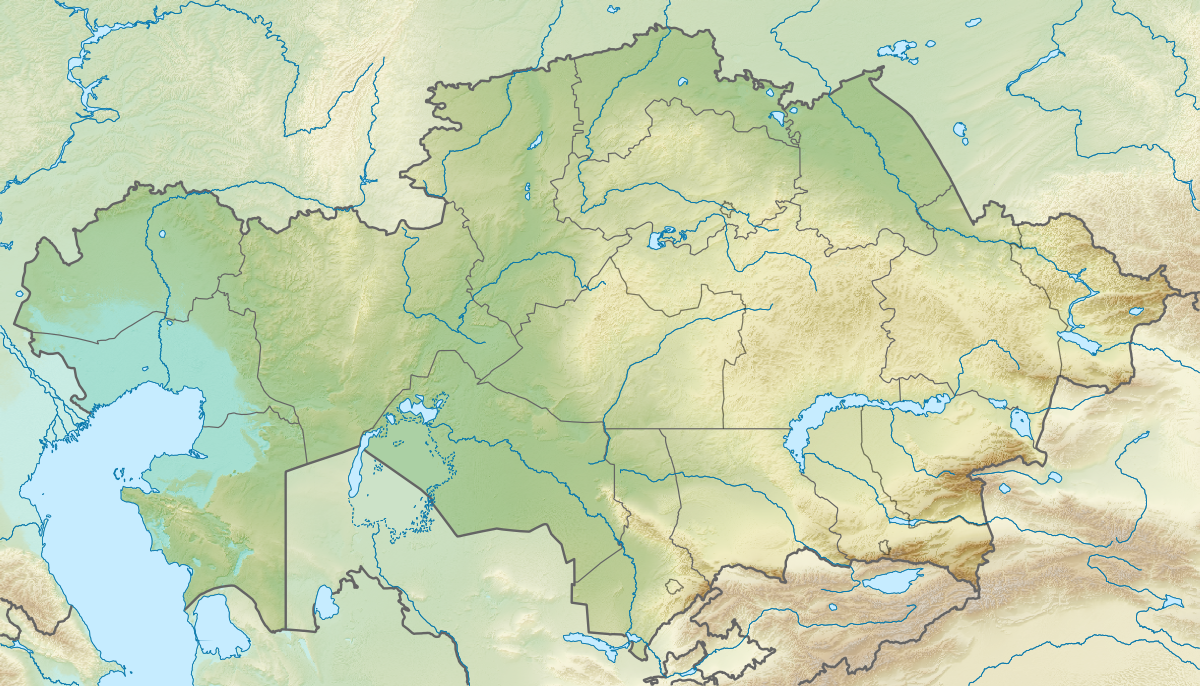
نقشهٔ ناهمواری‌ها در قزاقستان.

قزاقستان در شمال آسیای میانه و در مختصات جغرافیایی ۴۸°شمالی ۶۸°شرقی / ۴۸°شمالی ۶۸°شرقی جای گرفته‌است. قزاقستان با داشتن مساحتی نزدیک به ۲٬۷۲۴٬۸۰۰ کیلومترمربع، از دو برابرِ مجموع مساحتهای چهار کشور دیگر آسیای میانه نیز پهناورتر است و کمابیش دو برابر آلاسکا است. این کشور در جنوب با ترکمنستان، ازبکستان، و قرقیزستان، در شمال با روسیه، در باختر با روسیه و دریای خزر، و در خاور با ناحیهٔ خودمختار سین‌کیانگ چین هم‌مرز است.

## ناهمواری‌ها
تنوع ناهمواری‌ها در قزاقستان قابل توجه است. بلندترین نقطه، قله کوه خان تنگری، در مرز قرقیزستان در محدوده تین شان قرار دارد که ارتفاع آن از سطح دریا ۷۰۱۰ متر است. پایین‌ترین نقطه کشور گودی قره‌قیه، ۱۳۲ متر پایین‌تر از سطح دریا است که در استان مین‌قشلاق در شرق دریای خزر جای گرفته‌است.
بیشتر مساحت این کشور بین ۲۰۰ تا ۳۰۰ متر بالاتر از سطح دریا قرار دارد، اما سواحل خزر در قزاقستان برخی از پست‌ترین نقاط روی زمین را شامل می‌شود. 
بسیاری از قله‌های رشته‌کوه‌های آلتای و تین شان در تمام طول سال با برف پوشیده شده‌اند و رواناب آن‌ها سرچشمه بسیاری از رودخانه‌ها و دریاچه‌های آب شیرین قزاقستان است. 
به جز رودخانه‌های توبول، ایشیم و ایرتیش (نام‌های قزاقی‌شان به ترتیب توبیل، اِسیل و ارتیس)، که بخش‌هایی از آن‌ها در خاک قزاقستان جریان دارد، تمام رودخانه‌ها و نهرهای قزاقستان بخشی از شبکه‌های محصور به خشکی‌اند. آنها یا به پهنه‌های آبی محصور، مانند دریای خزر، می‌ریزند یا در شنزارهای استپ‌ها و بیابان‌های مرکزی و جنوبی قزاقستان ناپدید می‌شوند. 
بسیاری از رودخانه‌ها، نهرها و دریاچه‌ها فصلی هستند و در تابستان تبخیر می‌شوند. سه پهنه بزرگ آبی کشور عبارتند از: دریاچه بالخاش، که بخشی از آب آن شیرین و بخشی دیگر نیمه‌شور است و در شرق، در نزدیکی آلماتی، واقع شده؛ دریای خزر؛ و دریای آرال. در هر سه مورد تنها بخشی از آن‌ها در قزاقستان قرار دارد.
حدود ۹.۴ درصد از اراضی قزاقستان را دشت‌های سبز بی‌درخت یا جنگل تشکیل می‌دهد که بیشتر در شمال کشور یا در حوضه رودخانه اورال در غرب قرار دارند.
بیش از سه چهارم کشور، از جمله کل غرب و بیشتر جنوب، یا نیمه‌بیابانی (۳۳٫۲ درصد) یا بیابانی (۴۴ درصد) است. زمین در این مناطق شکل تپه‌های برهنه، فرسایش‌یافته و شکسته دارد. در بیابان‌های قزل‌قوم و مویون‌قوم، در جنوب مرکزی قزاقستان، تپه‌های شن روان وجود دارد.

## آب‌وهوا
آب و هوا در قزاقستان قاره‌ای (بَرّی) است. میانگین دما در تابستان بیش از ۳۰ درجه سانتی‌گراد و در زمستان متوسط آن منفی ۲۰ درجه سانتی‌گراد است. 
ساحل آق‌تاو (آق‌داغ) و دریای خزر در غرب این کشور دارای آب و هوای کاملاً سرد بیابانی و آب و هوای سرد نیمه‌خشک است، در حالی که پتروپاول اقلیمی شبیه به بقیه کشور دارد یعنی آب و هوای قاره‌ای مرطوب که مشخصه آن توزیع غیر یک‌دست بارش و تفاوت زیاد دما بین فصول است.
علی‌رغم میزان نسبتاً کم بارندگی در کشور و جغرافیای خشک (حداقل در بیشتر قسمت‌های آن)، وقوع سیل‌های بهاری در مناطق شمالی و مرکزی کشور امری غیرمعمول نیست. 

## مشکلات زیست‌محیطی
محیط زیست قزاقستان در اثر فعالیت‌های انسانی به شدت آسیب دیده‌است. بیشتر آب قزاقستان با پساب‌های صنعتی، سموم دفع آفات و کودها و در برخی نقاط عناصر رادیواکتیو آلوده است. بارزترین خسارت به دریای آرال وارد شده‌است، که در دهه ۱۹۷۰ بزرگتر از هر دریاچه بزرگ در آمریکای شمالی بود.